# Flora Suya
Flora Suya est une actrice et réalisatrice malawienne.
En 2010, elle joue dans le film de Shemu Joyah : Season of a life pour lequel elle est nommée pour l'Africa Movie Academy Award de la meilleure actrice lors de la 6e cérémonie des Africa Movie Academy Awards.
En 2013, son rôle dans le film Last Fishing Boat réalisé lui aussi par Shemu Joyah lui vaut une nouvelle nomination pour l'Africa Movie Academy Award de la meilleure actrice.
En 2016, elle réalise le film dans lequel elle met en scène Tapiwa Gwaza. En 2018, ce film lui vaut une nomination pour l'Africa Movie Academy Award du meilleur premier film.